# Morane-Saulnier V
Morane-Saulnier V, còn gọi là Morane-Saulnier Type V là một mẫu máy bay tiêm kích của Pháp trong thập niên 1910.

## Quốc gia sử dụng
Anh Quốc
- Quân đoàn Không quân Hoàng gia

 Russian Empire
- Không quân Đế quốc Nga

 Liên Xô

## Tính năng kỹ chiến thuật
Đặc điểm tổng quát
- Kíp lái: 1
- Chiều dài: 5.81 m (19 ft 1 in)
- Sải cánh: 8.75 m (28 ft 8 in)
- Powerplant: 1 × Le Rhône 9J kiểu động cơ piston 9 xy-lanh, 82 kW (110 hp)

Hiệu suất bay
- Vận tốc cực đại: 165 km/h (102 mph)
- Thời gian bay: 3 giờ  0 phút

Vũ khí trang bị
- 1 x súng máy Vickers 7,7mm